# 2006年冬季残疾人奥林匹克运动会俄罗斯代表团
2006年冬季残疾人奥林匹克运动会俄罗斯代表团是俄罗斯派出的2006年冬季残疾人奥林匹克运动会代表团。获得13枚金牌、13枚银牌和7枚铜牌。